# Turgutlu
Turgutlu è una comune, centro dell'omonimo distretto della provincia di Manisa, in Turchia.

## Sport
Il principale club calcistico della città è il Turgutluspor. Nella stagione 2012-13 milita nella TFF 2. Lig. Lo stadio del club è lo Stadio Turgutlu.